# Національне товариство скульпторів США
Національне товариство скульпторів США (англ. National Sculpture Society) — перше за часом заснування об'єднання скульпторів і реставраторів США, котре існує з 1893 року.

## Історія
Національне товариство скульпторів засноване 1893 року заради сприяння роботі скульпторів, що практикували в Сполучених Штатах. Скульптурна школа декількох штатів (особливо штату Массачузетз та міста Бостон, найбільш англійського за характером в США) пройшла свій шлях розвитку і виборола визнання як в країні, так і в Парижі.
В нове творче об'єднання увійшли відомі скульптори, серед яких були: Френч Деніел Честер, Стенфорд Вайт, Річард Морріс Гант ,Август Санкт-Годен.
В творче об'єднання увійшли також архітектори, мистецтвознавці і реставратори, пов'язані з відтворенням монументів і скульптур в матеріалі, їх реставрацією, вивченням і популяризацією. До 2006 року загальна кількість членів досягла 4 000.
Перша жінка-скульптор, прийнята ще 1895 року в товариство, була Тео Елис Китсон (1872—1932).
Перший скульптор афроамериканець в товаристві Річмонд Барт (1901—1989).

## Розташування
Національне товариство скульпторів США має власний офіс на Парк-авеню в Манхеттені, на північ від Центрального вокзалу в Нью-Йорку. В комплекс входять також власна бібліотека та галерея.
Шоквартально Національне товариство скульпторів друкує Скульптурні обзори (англ. Sculpture Review)
1994 року з нагоди 100-річчя з року заснування творчого об'єднання скульпторів Сполучених Штатів була проведена виставка по-за кордонами країни в Італії, в палаццо Медічі.

## Перші директори
- Джон Квінсі Адамс Ворд
- Френч Деніел Честер
- Джеймс Ерл Фрейзер
- Честер Біч
- Вілер Вільямс
- Лев Фрідлендер

## Неповний перелік скульпторів-членів товариства
- Френч Деніел Честер (1850—1931)
- Річард Морріс Гант (1827—1895)
- Стенфорд Вайт (1853—1906)
- Карл Біттер (1867—1915)
- Август Санкт-Годен (1848—1907)
- Герберт Адамс (1858—1945)
- Порл Вейланд Барлет (1865—1925)
- Джон Квінсі Адамс Ворд  (1830—1910)
- Тео Елис Китсон (1872—1932, жінка-скульптор)
- Вілер Вільямс (1897—1972)
- Честер Біч (1881—1956), скульптор і медальєр
- Джеймс Ерл Фрейзер (1876—1953)
- Лев Фрідлендер (1890—1966)
- Енід Яндел (1870—1934 , жінка-скульптор)
- Річмонд Барт (1901—1989, перший скульптор афроамериканець в товаристві)